# Dominique Sutton
Dominique Leondres Sutton (Durham, Carolina del Norte; 20 de octubre de 1986) es un jugador de baloncesto estadounidense que pertenece a la plantilla del Pelita Jaya de la IBL indonesia. Mide 1,96 metros de altura, y juega de alero.

## Trayectoria deportiva
Formado en Kansas State Wildcats y North Carolina Central Eagles. Tras no ser drafteado en 2012, pasó por Oklahoma City Blue, la República Dominicana, Grecia y Filipinas.
Jugó con los Santa Cruz Warriors en la D-League, donde ha promedió 13 puntos y 6.4 rebotes en 24 minutos por partido.
En julio de 2015 firma por el Aquila Basket Trento de la liga italiana.
En 2016, llega al ratiopharm Ulm de la Basketball Bundesliga, pero en noviembre dejó el equipo, cuando promediaba 7,4 puntos y 4,5 rebotes por partido, para fichar por el SLUC Nancy Basket francés.
En enero de 2017 se desvincula del club francés, regresando al Aquila Basket Trento italiano.
Disputaría la temporada 2019-20 en las filas del San Pablo Burgos de la Liga Endesa, pero tras desvincularse a mitad de temporada del conjunto burgalés, encontraría acomodo hasta el final de temporada en el New Basket Brindisi en el que promedia 14.7 puntos y 7.3 rebotes por partido.
En julio de 2020, firma con el Al-Ahli.
El 8 de enero de 2021, regresa a Italia para jugar en el Pallacanestro Reggiana de la Lega Basket Serie A, la primera categoría del baloncesto italiano.
El 13 de marzo de 2021, regresa a Bahrain para firmar por el Al-Ahli.
A finales de 2021, firma por los Libertadores de Querétaro de la Liga Nacional de Baloncesto Profesional de México, con el que disputa 6 partidos.
El 14 de febrero de 2022, firma por los Phoenix Super LPG de la Philippine Basketball Association.
El 11 de junio de 2022, firma por los Guaiqueríes de Margarita de la Superliga Profesional de Baloncesto venezolana.